# Resolution 1727 des UN-Sicherheitsrates
Die Resolution 1727 des UN-Sicherheitsrates ist eine Resolution zur Situation in der Elfenbeinküste, die der Sicherheitsrat der Vereinten Nationen am 15. Dezember 2006 auf seiner 5592. Sitzung einstimmig angenommen hat.
Mit der Resolution verlängerte der Sicherheitsrat das aufgrund der Resolutionen 1572 und 1643 verhängte Embargo auf sogenannte Blutdiamanten bis zum 31. Oktober 2007. Gleichzeitig verlängerte der Sicherheitsrat das Mandat von ONUCI um sechs Monate.
Der Sicherheitsrat berief sich auf seine früheren relevanten Resolution zur Situation in der Elfenbeinküste, unterstrich seine Verpflichtung zur Wahrung der Souveränität, Unabhängigkeit, territorialen Integrität und Einheit und entschied aufgrund der Berichte der Expertengruppe für die Elfenbeinküste vom 5. Oktober 2006 (Dokument S/2006/735) und 12. Dezember 2006 (Dokument S/2006/964). Gleichzeitig drückte der Rat seine Besorgnis darüber aus, dass die Krise einschließlich der humanitären Situation und der großen Zahl an Flüchtlingen und Notleidenden fortdauere und urteilte, dass diese Situation eine Gefahr für die Stabilität und den Frieden in der Region bedeutet.
Der Sicherheitsrat, in dem er unter Kapitel VII der UN-Charta handelte,
1. verlängerte die Gültigkeit der Bestimmungen der Artikel 7 bis 12 der Resolution 1572 (2004) und des Artikels 6 der Resolution 1643 (2005) bis zum 31. Oktober 2007;
2. verlangte von allen ivorischen Seiten, einschließlich der Übergangsregierung und den neuen Streitkräften, die Gewährung des freien Zugangs, speziell für die Angehörigen der Expertengruppe, die aufgrund von Artikel 9 der Resolution 1643 (2005) aufgestellt wurde, zu Einrichtungen, Gebäuden und Ausrüstungen, die in Artikel 2 (a) der Resolution 1584 (2004) aufgeführt sind, sowie für MONUCI und die Armee Frankreichs, um die Aufgaben zu erfüllen, die durch die Artikel 2 und 12 der Resolution 1609 (2005) auferlegt wurden;
3. unterstrich, dass jegliche Behinderung und Störung von ONUCI und der unterstützenden französischen Truppen oder tätliche Angriffe auf ONUCI, die französischen Truppen, den Hochkommissar für die Vorbereitung der Wahlen, Mitglieder der Internationalen Arbeitsgruppe oder den aufgrund der Resolution 1721 (2006) bestellten Vermittler oder seines Vertreters eine Gefahr für den Frieden und den Prozess der nationalen Aussöhnung im Sinne der Artikel 9 und 11 der Resolution 1572 (2004) darstellt;
4. verlangte vom Generalsekretär und den Streitkräften Frankreichs, jegliche Verstöße gegen die vorgenannte Bestimmung sofort durch das aufgrund des Artikel 14 der Resolution 1572 (2004) bestimmte Komitee zu berichten;
5. wies alle Staaten an, innerhalb von 90 Tagen dem Sanktionkomitee Bericht über die jeweilige praktische Umsetzung der Maßnahmen Bericht zu erstatten, die durch die Artikel 7, 9 und 11 der Resolution 1572 (2004), sowie Artikel 6 der Resolution 1643 (2005) auferlegt werden;
6. entschied, dass am Ende der Mandatsperiode der Sicherheitsrat diese Maßnahmen überprüfen und verdeutlichte seine Bereitschaft, die Sanktionen entsprechend dieser Überprüfung – auch unter Berücksichtigung der Umsetzung der Resolution 1721 (2006) – zu modifizieren oder aufzuheben, jedoch nur, wenn die Resolution 1721 wirklich umgesetzt wurde;
7. entschied, das Mandat der Expertengruppe um sechs Monate zu verlängern;
8. verlangte vom Generalsekretär, der französischen Regierung sowie dem Kimberley-Prozess, den Sicherheitsrat über relevante Verstöße gegen die Sanktionen zu unterrichten;
9. ermahnte alle Staaten, relevante UN-Institutionen, sowie andere interessierte Organisationen und Parteien, voll mit ONUCI, der Expertengruppe, dem Sanktionskomitee und der französischen Armee zu kooperieren, im Speziellen dadurch, dass sie Informationen über Verstöße gegen die auferlegten Maßnahmen melden;
10. unterstrich seine Bereitschaft, Maßnahmen gegen alle zu ergreifen, die den Friedensprozess nach der Resolution 1721 (2006) gefährden, insbesondere durch Angriffe auf ONUCI, die Expertengruppe, die Armee Frankreichs, den Hochkommissar für die Wahlen und seinen Stellvertreter oder durch die öffentliche Anstiftung zur Gewalt und zum Hass und gegen die, welche Artikel 7 der Resolution 1572 (2004) verstoßen;
11. entschied auch, weiterhin aktiv mit der Sache befasst zu bleiben.

Der Bericht des Sanktionkomitees beinhaltete den Hinweis, dass die Kontrollmechanismen überprüft werden müssen, da eine Unterwanderung des Friedensprozesses leicht zur Umgehung der Sanktionen ausgenutzt werden kann.
Bereits am 10. Januar 2007 nahm der Sicherheitsrat durch die Annahme der Resolution 1739 eine Modifizierung des Mandats von ONUCI vor.